# Seamus Dever
Seamus Patrick Dever (ur. 27 lipca 1976 we Flint) – amerykański aktor, aktywny w branży filmowej począwszy od roku 1999.

## Życie prywatne
Urodził się we Flint w Michigan 27 lipca 1976 roku. Dorastał natomiast w Bullhead City w Arizonie. Ukończył studia licencjackie na Northern Arizona University. Zdobył tytuł magistra sztuk pięknych w aktorstwie, działając w Moskiewskim Akademickim Teatrze Artystycznym oraz Carnegie Mellon University. 27 maja 2006 roku poślubił Julianę Dever, również aktorkę. Wraz z żoną są wegetarianami.

## Filmografia

### Film
| Tytuł filmu                    | Oryginalny tytuł                          | Rok produkcji | Rola          |
| ------------------------------ | ----------------------------------------- | ------------- | ------------- |
| Shooting LA                    | Shooting LA                               | 2001          | Colin         |
| Nie jestem aniołem             | She’s No Angel                            | 2001          | Cricket       |
| Małpia miłość                  | Monkey Love                               | 2002          | Aaaron        |
| Ponad prawem                   | Never Say Die                             | 2002          | Rick Mitchell |
| McBride: Przerwana terapia     | McBride: The Doctor is Out ... Really Out | 2005          | Allen         |
| Tajemnicza kobieta: Fotografie | Mystery Woman:Snapshot                    | 2005          | Billy         |
| Hollywoodland                  | Hollywoodland                             | 2006          | Phillip       |
| Ready or Not                   | Ready or Not                              | 2009          | Marc          |
| Sequestered                    | Sequestered                               | 2014          | Obama         |

### Serial
- 2009–2016 – Castle jako detektyw Kevin Ryan
- 2009 – Jej Szerokość Afrodyta (ang. Drop Dead Diva) jako Tyler Mack
- 2009 – Gra pozorów (ang. Dark Blue) jako Nick Perry
- 2008 – Poślubione armii (ang. Army Wives) jako dr Chris Ferlinghetti
- 2007 – Mad Men jako Chuck
- 2005–2007 – Zaklinacz dusz (ang. Ghost Whisperer) jako Rich Henderson
- 2005–2007 – Krok od domu (ang. Close to Home) jako Justin Matthews
- 2004–2013 – CSI: Kryminalne zagadki Nowego Jorku (ang. CSI:New York) jako Charles Cooper
- 2003–2010 – Dowody zbrodni (ang. Gold Case) jako Hank Dempsey
- 2003–2010 – Agenci NCIS (ang. Navy NCIS: Naval Criminal Investigative Service) jako Graham Thomas
- 2002–2009 – Bez śladu (ang. Without a Trace) jako Ronald Phelps
- 2002–2009 – CSI: Kryminalne zagadki Miami jako Paul Billings
- 2001–2007 – Jordan w akcji (ang. Crossing Jordan) jako Tom Murch
- 2000 – CSI: Kryminalne zagadki Las Vegas jako Adam Gilford / Drew Rich
- 1999–2002 – Undressed jako Randy
- 1998–2006 – Czarodziejki (ang. Charmed) jako Mitchell Haines
- 1997–2000 – Baza Pensacola (ang. Pensacola: Wings of Gold) jako Lewis